# مايكل بولتون
مايكل بولتون (بالإنجليزية: Michael Bolton)‏ اسمه الحقيقي مايكل بولوتين (من مواليد 26 فبراير 1954 في نيو هيفن، كونيتيكت) هو مغني بوب وكاتب أغاني وناشط اجتماعي أمريكي. بدأ مشواره الغنائي في موسيقى الهارد روك والميتال من منتصف 1970 إلى منتصف 1980، وهو ما ظهر جليا في كل ألبوماته سواء المنفردة أو وتلك التي سجلها عندما كان قائداً لفرقة بلاك جاك.
لكنه حقق الشهرة العالمية في منتصف الثمانينات ومطلع التسعينات، حيث أصبح معروفا على نحو أفضل بعد تغيير أسلوبه الغنائي إلى موسيقى بوب روك بالاد التي تعتمد على الأغاني ذات المواضيع العاطفية.
باع بولتون خلال مشواره الفني أكثر من 53 مليون ألبوم حول العالم، ثمانية ألبومات في، تربعت على قائمة المراكز العشرة الأولى واثنين منهما كانت أغانيهم الفردية رقم واحد على لائحة بیلبورد لترتيب الأغاني، كما شملت إنجازاته حصوله على جائزتي غرامي سنة 1990 و1992 إضافة للعديد من جوائز الموسيقى الأمريكية، ونجمته بإسمه على ممر الشهرة في هوليوود.

## حياته الشخصية
في 5 يناير 2024 صدم المغني العالمي مايكل بولتون محبيه في كل مكان، بعدما كشف إصابته بسرطان الدماغ، مما تطلب منه الخضوع لجراحة عاجلة.
وكتب النجم البالغ من العمر 70 عاما عبر صفحته على منصات التواصل عن صحته وقال "أريد أن أبدأ بتمنياتي للجميع بعام جديد سعيد وصحي للغاية"، مضيفاً "أريد أيضًا أن أشارككم أن عام 2023 انتهى بي الأمر إلى مواجهة بعض التحديات غير المتوقعة، وقبل عطلة عيد الميلاد مباشرة، تم اكتشاف إصابتي بورم في المخ، الأمر الذي يتطلب جراحة فورية".

## وصلات خارجية
- مايكل بولتون على موقع IMDb (الإنجليزية)
- مايكل بولتون على موقع ميوزك برينز (الإنجليزية)
- مايكل بولتون على موقع إن إن دي بي (الإنجليزية)
- مايكل بولتون على موقع أول ميوزيك (الإنجليزية)
- مايكل بولتون على موقع ديسكوغز (الإنجليزية)
- مايكل بولتون على موقع ديسكوغز (الإنجليزية)
- مايكل بولتون على موقع قاعدة بيانات الفيلم (الإنجليزية)
- الموقع الرسمي لمايكل بولتون